# Nuez de Ebro
Nuez de Ebro è un comune spagnolo di 581 abitanti situato nella comunità autonoma dell'Aragona.